# Paramycodrosophila centralis
Paramycodrosophila centralis är en tvåvingeart som beskrevs av Wheeler 1954. Paramycodrosophila centralis ingår i släktet Paramycodrosophila och familjen daggflugor. Inga underarter finns listade i Catalogue of Life.